# Mekača
Mekača (malaksis, lat. Malaxis) je biljni rod porodice kaćunovki (Orchidaceae), koja je rasprostranjena na sjevernoj polutci u vantropskom pojasu. U Hrvatskoj jedino je prisutna vrsta jednolisna mekača (Malaxis monophyllos), koja se nalazi u vlažnim, sjenovitim i tresatim staništima.

## Vrste
1. Malaxis abieticola Salazar & Soto Arenas
2. Malaxis acianthoides (Schltr.) Ames
3. Malaxis adenotropa R.González, Lizb.Hern. & E.Ramírez
4. Malaxis adolphii (Schltr.) Ames
5. Malaxis alamaganensis S.Kobay.
6. Malaxis alvaroi García-Cruz, R.Jiménez & L.Sánchez
7. Malaxis andersoniana R.González
8. Malaxis andicola (Ridl.) Kuntze
9. Malaxis apiculata Dod
10. Malaxis aurea Ames
11. Malaxis auriculata P.O'Byrne & J.J.Verm.
12. Malaxis bayardii Fernald
13. Malaxis boliviana (Schltr.) Ames
14. Malaxis boninensis (Koidz.) K.Nakaj.
15. Malaxis brachyrrhynchos (Rchb.f.) Ames
16. Malaxis brachystachys (Rchb.f.) Kuntze
17. Malaxis brevis Dressler
18. Malaxis buchtienii (Schltr.) Christenson
19. Malaxis bulusanensis Ames
20. Malaxis cardiophylla (Rchb.f.) Kuntze
21. Malaxis carlos-parrae Szlach. & Kolan.
22. Malaxis carnosa (Kunth) C.Schweinf.
23. Malaxis casillasii R.González
24. Malaxis chevalieri Summerh.
25. Malaxis chiarae R.González, Lizb.Hern. & E.Ramírez
26. Malaxis chica Todzia
27. Malaxis cipoensis F.Barros
28. Malaxis cobanensis Archila, Szlach. & Chiron
29. Malaxis cogniauxiana (Schltr.) Pabst
30. Malaxis contrerasii R.González
31. Malaxis cordilabia Portalet
32. Malaxis crispata (Lindl.) Ames
33. Malaxis crispifolia (Rchb.f.) Kuntze
34. Malaxis cumbensis Dodson
35. Malaxis densiflora (A.Rich.) Kuntze
36. Malaxis discolor (Lindl.) Kuntze
37. Malaxis dodii Acev.-Rodr. & Ackerman
38. Malaxis dolpensis M.R.Shrestha, L.R.Shakya & Ghimire
39. Malaxis domingensis Ames
40. Malaxis elliptica A.Rich. & Galeotti
41. Malaxis elviae R.González
42. Malaxis espejoi R.González, Lizb.Hern. & E.Ramírez
43. Malaxis excavata (Lindl.) Kuntze
44. Malaxis fastigiata (Rchb.f.) Kuntze
45. Malaxis greenwoodiana Salazar & Soto Arenas
46. Malaxis hagsateri Salazar
47. Malaxis hieronymi (Cogn.) L.O.Williams
48. Malaxis hispaniolae (Schltr.) L.O.Williams
49. Malaxis histionantha (Link) Garay & Dunst.
50. Malaxis hoppii (Schltr.) Løjtnant
51. Malaxis insperata Dressler
52. Malaxis intermedia (A.Rich.) Seidenf.
53. Malaxis irmae Radins & Salazar
54. Malaxis iwashinae T.Yukawa & T.Hashim.
55. Malaxis jaraguae (Hoehne & Schltr.) Pabst
56. Malaxis javesiae (Rchb.f.) Ames
57. Malaxis johniana (Schltr.) Foldats
58. Malaxis juventudensis Marg.
59. Malaxis katangensis Summerh.
60. Malaxis labrosa (Rchb.f.) Acuña
61. Malaxis lagotis (Rchb.f.) Kuntze
62. Malaxis leonardii Ames
63. Malaxis lepanthiflora (Schltr.) Ames
64. Malaxis lepidota (Finet) Ames
65. Malaxis licatae Carnevali & I.Ramírez
66. Malaxis lizbethiae R.González, Lizb.Hern. & E.Ramírez
67. Malaxis lobulata L.O.Williams
68. Malaxis longipedunculata Ames
69. Malaxis luceroana R.González
70. Malaxis lyonnetii Salazar
71. Malaxis maclaudii (Finet) Summerh.
72. Malaxis macrostachya (Lex.) Kuntze
73. Malaxis macvaughiana R.González, Lizb.Hern. & E.Ramírez
74. Malaxis maguirei C.Schweinf.
75. Malaxis maianthemifolia Schltdl. & Cham.
76. Malaxis major (Rchb.f.) León ex A.D.Hawkes
77. Malaxis malipoensis Y.F.Meng, A.Q.Hu & F.W.Xing
78. Malaxis mandonii (Rchb.f.) Marg.
79. Malaxis marthaleidae R.González, Lizb.Hern. & E.Ramírez
80. Malaxis martinezii R.González
81. Malaxis massonii (Ridl.) Kuntze
82. Malaxis maxonii Ames
83. Malaxis medinae Carnevali & Nog.-Sav.
84. Malaxis melanotoessa Summerh.
85. Malaxis micheliana R.González, Lizb.Hern. & E.Ramírez
86. Malaxis mixta (Schltr.) R.Vásquez
87. Malaxis molotensis Salazar & de Santiago
88. Malaxis monophyllos (L.) Sw.
89. Malaxis monsviridis Dressler
90. Malaxis moritzii (Ridl.) Kuntze
91. Malaxis mucronulata (Schltr.) P.Ortiz
92. Malaxis muscifera (Lindl.) Kuntze
93. Malaxis myurus (Lindl.) Kuntze
94. Malaxis nana C.Schweinf.
95. Malaxis nelsonii Ames
96. Malaxis nidiae Carnevali & I.Ramírez
97. Malaxis novogaliciana R.González ex McVaugh
98. Malaxis ochreata (S.Watson) Ames
99. Malaxis pabstii (Schltr.) Pabst
100. Malaxis padilliana L.O.Williams
101. Malaxis panamensis Kolan.
102. Malaxis pandurata (Schltr.) Ames
103. Malaxis parthoni C.Morren
104. Malaxis perezii R.González
105. Malaxis physuroides (Schltr.) Summerh.
106. Malaxis pittieri (Schltr.) Ames
107. Malaxis pringlei (S.Watson) Ames
108. Malaxis prorepens (Kraenzl.) Summerh.
109. Malaxis pubescens (Lindl.) Kuntze
110. Malaxis pusilla Ames & C.Schweinf.
111. Malaxis quadrata L.O.Williams
112. Malaxis reichenbachiana (Schltr.) L.O.Williams
113. Malaxis rheedeana J.M.H.Shaw
114. Malaxis ribana Espejo & López-Ferr.
115. Malaxis risaraldana Szlach. & Kolan.
116. Malaxis roblesgiliana R.González
117. Malaxis rodrigueziana R.González
118. Malaxis rosei Ames
119. Malaxis rosilloi R.González & E.W.Greenw.
120. Malaxis rositae R.González, Lizb.Hern. & E.Ramírez
121. Malaxis rostratula Dressler
122. Malaxis ruizii R.González
123. Malaxis rupestris (Poepp. & Endl.) Kuntze
124. Malaxis rzedowskiana R.González
125. Malaxis schliebenii (Mansf.) Summerh.
126. Malaxis schneideri (Szlach. & Kolan.) J.M.H.Shaw
127. Malaxis seramica (J.J.Sm.) S.Thomas, Schuit. & de Vogel
128. Malaxis seychellarum (Kraenzl.) Summerh.
129. Malaxis sibundoyensis Kolan., Medina Tr. & Szlach.
130. Malaxis simillima (Rchb.f.) Kuntze
131. Malaxis sneidernii (Garay) P.Ortiz
132. Malaxis sodiroi (Schltr.) Dodson
133. Malaxis spicata Sw.
134. Malaxis steyermarkii Correll
135. Malaxis streptopetala (B.L.Rob. & Greenm.) Ames
136. Malaxis subtilis Aver.
137. Malaxis sulamadahensis (J.J.Sm.) S.Thomas, Schuit. & de Vogel
138. Malaxis talamancana Dressler
139. Malaxis talaudensis (J.J.Sm.) S.Thomas, Schuit. & de Vogel
140. Malaxis tamayoana Garay & W.Kittr.
141. Malaxis tamurensis Tuyama
142. Malaxis tepicana Ames
143. Malaxis tequilensis R.González, Lizb.Hern. & E.Ramírez
144. Malaxis termensis (Kraenzl.) C.Schweinf.
145. Malaxis thienii Dodson
146. Malaxis thwaitesii Bennet
147. Malaxis tonduzii (Schltr.) Ames
148. Malaxis triangularis Dressler
149. Malaxis tridentula (Schltr.) Christenson
150. Malaxis trigonopetala (J.J.Sm.) S.Thomas, Schuit. & de Vogel
151. Malaxis umbelliflora Sw.
152. Malaxis unifolia Michx.
153. Malaxis urbana E.W.Greenw.
154. Malaxis ventilabrum (Rchb.f.) Kuntze
155. Malaxis ventricosa (Poepp. & Endl.) Kuntze
156. Malaxis warmingii (Rchb.f.) Kuntze
157. Malaxis weddellii (Finet) R.Vásquez
158. Malaxis welwitschii (Rchb.f.) ined.
159. Malaxis wercklei (Schltr.) Ames
160. Malaxis woodsonii L.O.Williams
161. Malaxis xerophila Salazar & L.I.Cabrera
162. Malaxis yanganensis Dodson
163. Malaxis zempoalensis López-Ferr. & Espejo

## Vanjske poveznice
|  | Zajednički poslužitelj ima stranicu o temi Mekača    |
|  | Zajednički poslužitelj ima još gradiva o temi Mekača |